# 1904年夏季奧林匹克運動會自由車比賽
在1904年夏季奧運會中，共進行了七項自行車運動比賽。此屆賽事創下多項特殊紀錄，包括奧運史上唯一採用英里作為賽程長度計算單位以及18名參賽選手全數來自主辦國美国。
比賽於華盛頓大學校內的弗朗西斯奧林匹克體育場舉行。

## 項目成績
| 項目             | 金牌                        | 银牌                          | 铜牌                          |
| 1/4英里 （詳細） | 馬庫斯·赫爾利 · 美国（USA） | 伯頓·唐寧 · 美国（USA）       | 泰迪·比林頓 · 美国（USA）     |
| 1/3英里 （詳細） | 馬庫斯·赫爾利 · 美国（USA） | 伯頓·唐寧 · 美国（USA）       | 泰迪·比林頓 · 美国（USA）     |
| 1/2英里 （詳細） | 馬庫斯·赫爾利 · 美国（USA） | 泰迪·比林頓 · 美国（USA）     | 伯頓·唐寧 · 美国（USA）       |
| 1英里 （詳細）   | 馬庫斯·赫爾利 · 美国（USA） | 伯頓·唐寧 · 美国（USA）       | 泰迪·比林頓 · 美国（USA）     |
| 2英里 （詳細）   | 伯頓·唐寧 · 美国（USA）     | 奧斯卡·戈爾克 · 美国（USA）   | 馬庫斯·赫爾利 · 美国（USA）   |
| 5英里 （詳細）   | 查爾斯·施利 · 美国（USA）   | 喬治·E·威利 · 美国（USA）     | 亞瑟·F·安德魯斯 · 美国（USA） |
| 25英里 （詳細）  | 伯頓·唐寧 · 美国（USA）     | 亞瑟·F·安德魯斯 · 美国（USA） | 喬治·E·威利 · 美国（USA）     |

## 參賽國家
18名美國自行車選手參加了1904年夏季奧運會。
- 美国（18）

## 奖牌榜
| 排名                     | 国家 / 地区              | 金牌 | 銀牌 | 銅牌 | 总计 |
| ------------------------ | ------------------------ | ---- | ---- | ---- | ---- |
| 1                        | 美国                     | 7    | 7    | 7    | 21   |
| 总计（共1个国家 / 地区） | 总计（共1个国家 / 地区） | 7    | 7    | 7    | 21   |